# Krzysztof Komeda
Krzysztof Komeda, rodným jménem Krzysztof Trzciński (27. dubna 1931, Poznaň – 23. dubna 1969, Varšava) byl polský hudební skladatel a jazzový klavírista. Proslul zejména jako autor filmové hudby, hlavně pro filmy Romana Polanského (Nůž ve vodě, Ve slepé uličce, Ples upírů, Rosemary má děťátko). Jeho jazzové album Astigmatic (1965) je považováno za průlomové.

## Život
Od sedmi let hrál na klavír, od osmi navštěvoval poznaňskou konzervatoř. V Poznani rovněž vystudoval lékařství se specializací na otorhinolaryngologii. Absolvoval roku 1956. Lékařské povolání i vykonával, ale stále více ho vtahoval hudební svět. Klíčovým bylo setkání s Witoldem Kujawskim, známým polským baskytaristou, který Krzysztofovi otevřel brány světa jazzu. Komeda se stal členem první polské jazzové skupiny Melomani. Později založil vlastní skupinu Sextet. Pro ni začal skládat originální moderní jazz. Následovaly koncerty v Paříži, Moskvě i Grenoblu. Významné postavení získal také ve Skandinávii. V roce 1965 vydal slavné album Astigmatic. Ještě v jeho polském období začal skládat filmovou hudbu pro Polanského, který si ho jako skladatele vyžádal i po své emigraci, což ještě posílilo Komedovu pozici na západě. V roce 1968 proto emigroval do USA. Žil v Los Angeles a nadále skládal zejména pro Polanského. Jeho horor Rosemary má děťátko definitivně proslavil oba. Hudba pro tento film byla prý inspirována Komedovou láskou k herečce Mie Farrowové, kterou však ona neopětovala. V roce 1969 utrpěl vážné poranění mozku, při jedné bitce v opilosti s krajanem, spisovatelem Markem Hłaskem, k níž došlo na jednom večírku. Upadl do kómatu a už se neprobral. Ještě před smrtí byl na přání rodiny odvezen zpět do Polska, kde krátce na to zemřel, v 38 letech.